# ARIES (Informatik)
ARIES (Algorithms for Recovery and Isolation Exploiting Semantics) ist eine Familie von Algorithmen zur Wiederherstellung (Recovery) von Datenbanksystemen nach einem Fehlerfall. 
Nach einem Fehlerfall, beispielsweise durch einen Absturz oder einen Hardwarefehler, kann der in einer Datenbank permanent gespeicherte Inhalt inkonsistent sein (Beispiel: Geldbetrag wurde schon von Konto X abgebucht, aber noch nicht auf Konto Y eingebucht.). Diese Fehlerquellen müssen daher ausgeschlossen werden; ARIES enthält mögliche Lösungsansätze.
ARIES basiert auf einer sogenannten no-force/steal-Strategie, d. h. veränderte Datenbankseiten werden nicht zwangsweise am Ende einer Transaktion auf persistente Speichermedien geschrieben (no-force) und Datenbankseiten, die noch von einer laufenden Transaktion benutzt werden, dürfen dennoch vorzeitig ausgelagert werden (steal). ARIES nutzt darüber hinaus das sogenannte „Write Ahead Logging“ (WAL-Prinzip), d. h. Modifikationen werden vor dem eigentlichen Schreiben protokolliert.